# Andreas Hartmann
Pour les articles homonymes, voir Hartmann.
Andreas Hartmann, né le 29 janvier 1980 à Cham, est un spécialiste suisse du combiné nordique actif de 1997 à 2005. Il compte un podium de Coupe du monde à son palmarès, obtenu en mars 1997 à Oslo lors de ses débuts à ce niveau. Hartmann a participé à deux éditions des Jeux olympiques d'hiver en 1998 et 2002.

## Palmarès

### Jeux olympiques d'hiver
| Épreuve / Édition | Épreuve / Édition | Nagano 1998                      | Salt Lake City 2002 |
| Gundersen         | Gundersen         | 29e                              | 9e                  |
| Sprint            | Sprint            | Épreuve inexistante à cette date | 8e                  |
| Par équipes       | Par équipes       | 7e                               |                     |

### Championnats du monde
Il a participé à trois Championnats du monde de 1999 à 2003 avec comme meilleur résultat, une huitième place à l'épreuve par équipes de Val di Fiemme. Son meilleur résultat individuel est une 24e place en 2001.

### Coupe du monde
- Meilleur classement général : 14e en 1999.
- 1 podium individuel : 1 troisième place (Oslo, mars 1997).

### Coupe du monde B
- 4 deuxièmes places (Lake Placid en février 1997, Kuusamo / Taivalkoski en mars 2003, Rovaniemi en décembre 2003).
- 2 troisièmes places (Klingenthal et Baiersbronn en janvier 2002).
- Meilleur classement général : 14e en 2002.

### Autres
Il a été trois fois champion de Suisse en 1998, 2001 et 2002. Il a obtenu quatre médailles aux Championnats du monde juniors, dont deux en individuel en 1997 et 1999.